# Stik
Stik (1979) è un writer britannico che vive a Londra.

## Panoramica
Stik è noto per dipingere grandi figure stilizzate simili a persone. Ha iniziato a Londra, lavorando nell'area nord-est di Hackney, in particolare a Shoreditch "e ora dipinge murales in tutto il mondo in Europa, Asia e America".
Collabora al Central Saint Martins Graffiti Dialogues ed è stato finanziato per tenere laboratori di graffiti. Ha lavorato con Amnesty International, Mutoid Waste Company e Reclaim the Streets.
Nel 2011 Stik ha tenuto una mostra personale in una galleria nel West End di Londra mentre nel 2012 ha lavorato a Dulwich, in collaborazione con la curatrice Ingrid Beazley, dove ha ricreato i dipinti degli antichi maestri nel suo stile, poi esposti alla Dulwich Picture Gallery. Nel febbraio 2013 ha collaborato con Thierry Noir a Shoreditch.
Nell'aprile 2012, il London Evening Standard ha riferito che "l'anno scorso viveva in un ostello per senzatetto di St. Mungo mentre si preparava per la sua prima mostra in galleria".
Nel marzo 2013 Stik ha distribuito copie dei poster della sua arte tramite The Big Issue. La BBC ha detto in quell'occasione che "negli ultimi due anni, la fama di Stik è cresciuta grazie a testimonial famosi e all'aumento dei prezzi d'asta."